# 城南 (東京都)
城南（じょうなん）とは、東京都区部の地域区分のひとつ。江戸城（現在の皇居、千代田区）の南方の地域を指す不動産用語（俗語）。目黒区・品川区・大田区・港区・世田谷区・渋谷区が該当地域とされる。